# Rugata
Rugata är ett vattendrag i Burundi.   Det ligger i provinsen Bururi, i den västra delen av landet, 50 kilometer söder om huvudstaden Bujumbura.